# Запашный, Мстислав Михайлович
Мстисла́в Миха́йлович Запа́шный (16 мая 1938, Ленинград — 22 сентября 2016, Сочи) — советский российский цирковой артист-дрессировщик хищных животных, режиссёр. Народный артист СССР (1990). Участник цирковой группы «Братья Запашные», в которую входили его братья — Вальтер и Игорь. Генеральный директор Росгосцирка (2003—2009).

## Биография
Родился 16 мая 1938 года в Ленинграде (ныне Санкт-Петербург).
Во время войны жил в блокадном Ленинграде. Воспитывала Мстислава, его братьев и сестру Анну бабушка Анна Макаровна, так как их мать не успела вернуться с гастролей, когда город уже был в окружении. После войны семья переехала в Поволжье.
Первый выход на манеж состоялся в возрасте 5 лет в штанах (в зарядке) клоуна А. Дубино. В 1946 году в Саратове у Мстислава и Вальтера состоялся дебют на сцене, но в 1947 году во время гастролей по Дальнему Востоку их номер решили расформировать. Однако после выступления перед комиссией в Московском цирке номер братьев решили оставить.
Когда в 1949 году Вальтера призвали в Советскую Армию, одиннадцатилетний Мстислав последовал за братом и получил статус сына полка, после чего братья начали служить в ансамбле песни и пляски Одесского военного округа.
В 1954 году братья создали номер «Акробаты-вольтижёры», в котором выполняли уникальные трюки, которые не повторил пока[когда?] никто. За этот номер на VI Всемирном фестивале молодежи и студентов в Москве братьям вручили четыре золотые медали.
В 1964 году сделал новый номер «Акробаты-вольтижёры на лошадях», в котором акробаты-вольтижёры выполняли трюки на лошадях. Этот номер, по сути, создавший новый жанр в цирке, во время гастролей во Франции и Японии был удостоен высших мировых призов.
Окончил ГИТИС, режиссёрский факультет (1971).
В 1977 году создал единственный в мире спектакль, в котором слоны и тигры оказались в одной клетке. Аттракцион «Слоны и тигры» был удостоен Государственной премии Российской Федерации в области литературы и искусства в 1996 году.
В 1991 году поставил героико-исторический цирковой спектакль-пантомиму «Спартак», который по своему масштабу постановки не имеет аналогов в мире.
Также являлся режиссёром, постановщиком и исполнителем главных ролей в воздушно-феерическом аттракционе «К звёздам» (1970); в аттракционах: «Союз — Аполлон» (1974), «Шар смелости», «Воздушный полёт», «Канатоходцы»; в тематических цирковых спектаклях: «На арене — москвичи» (1965), «Русская зима» (1967—1968), «В космический век» (1970), «Весне навстречу» (1971), «Мы — артисты цирковые» (1976), «Ярмарка чудес» (1983), «С чего начинается Родина» (1987), «Наш русский цирк» (1997), в пантомимах: «Песнь докеров», «Маленький Пьер», «Отважные», а также в детских спектаклях: «Приключение Иванушки», «Ну, погоди», «Доктор Айболит», «Новые приключения Синдбада», «Новогодний карнавал», «Новогодний бал в цирке», «Капитан, капитан — улыбнитесь», «Приключения Мишутки».
С 1991 года был избран вице-президентом Всемирной ассоциации цирковых профессиональных школ и постоянным членом Комиссии при Президенте Российской Федерации по Государственным премиям в области литературы и искусства.[значимость факта?]
С 1992 по 2003 год, не прерывая артистической деятельности, занимал должность художественного руководителя и директора Сочинского государственного цирка. К 25-летию Сочинского цирка в 1996 году поставил две крупномасштабные программы: «Я люблю тебя, Россия» и цирковое супер-шоу «Звезды мирового цирка», которые на протяжении двух сезонов шли с успехом в Сочи и городах России. Эти два произведения циркового искусства стали основой для создания гала-представления — прощального артистического тура по Европе и Юго-Восточной Азии (Италия, Тайвань, Гонконг, Сингапур, Австралия). Прощальные гастроли прошли в Краснодаре, Ростове, Воронеже, Саратове, Казани, в столице — Москве, Санкт-Петербурге и Сочи.[значимость факта?]
С мая 2003 по декабрь 2009 года — генеральный директор Росгосцирка (в 1994—1996 годах — вице-президент). Причиной увольнения с поста генерального директора стали финансовые и юридические нарушения компании. Министр культуры А. Авдеев по этому поводу сказал, что М. Запашный на этом посту не справлялся со своими обязанностями.
Возглавлял жюри и организацию Первого Всемирного конкурса циркового искусства в 1996 году в Москве на Красной площади. Постоянный член жюри на всемирных конкурсах в Монте-Карло, Париже, Китае.
Скончался 22 сентября 2016 года в Сочи на 79-м году жизни. Похоронен в Москве на Перепечинском кладбище.

## Происхождение
Мстислав Запашный принадлежит к цирковой династии цирковых артистов Запашных, которая берёт своё начало в 1882 году.
Отец, Михаил Запашный пришёл работать в цирк «с улицы», а мать, Лидия Запашная была цирковой артисткой, дочерью знаменитого клоуна и эксцентрика Карла Томпсона.

## Награды и звания
- Заслуженный артист РСФСР (29.12.1971)
- Народный артист РСФСР (14.02.1980)
- Народный артист СССР (05.03.1990)
- Государственная премия Российской Федерации в области литературы и искусства 1996 года (в области эстрадного и циркового искусства) (1997) — за цирковой аттракцион — спектакль «Слоны и тигры»[4]
- Орден «За заслуги перед Отечеством» IV степени (17.12.1994) — за заслуги перед народом, связанные с развитием российской государственности, достижениями в труде, науке, культуре, искусстве, укреплении дружбы и сотрудничества между народами[5]
- Орден Почёта (06.05.2009) — за большие заслуги в развитии отечественного циркового искусства и многолетнюю плодотворную деятельность[6]
- Почётная грамота Правительства Российской Федерации (15.05.1998) — за большой личный вклад в развитие отечественного циркового искусства и многолетний добросовестный труд[7]
- Благодарность Президента Российской Федерации (06.06.2003) — за большой вклад в развитие отечественного циркового искусства[8]
- Орден «Ключ дружбы» (Кемеровская область, 2007)[9]
- Медаль «За служение Кузбассу» (Кемеровская область, 2004)
- Почётный знак губернатора Саратовской области «За милосердие и благотворительность»
- Почётный знак Общественного Совета «Признательность Санкт-Петербурга»
- Орден Петра Великого I степени
- Орден «Возрождение России»
- Орден «За служение искусству»
- Обладатель Золотого Знака Национальной премии «Циркъ-2002» (Национальная академия циркового искусства)
- Многочисленные награды международных конкурсов циркового искусства, в том числе в Пекине (1956), Варшаве (1958), Париже (1965), Лондоне (1966), приз «Золотая богиня» за уникальную дрессуру (Япония, 1980) и Серебряный кубок «Лучший дрессировщик» (Генуя, 1994)
- Имя М. М. Запашного внесено в книгу меценатов России[10].

## Фильмография
- 1958 — Мистер Икс — дублёр Георга Отса в трюковых сценах
- 1959 — Потерянная фотография / Přátelé na moři (СССР, Чехословакия) — камео
- 1971 — Ты и я — акробат
- 1979 — Солнце в авоське (фильм-спектакль) — дрессировщик

### Участие в фильмах
- 1971 — Не только цирк (документальный)
- 1980 — Манеж (документальный)
- 2006 — Михаил Румянцев (Карандаш) (из цикла передач телеканала ДТВ «Как уходили кумиры») (документальный)
- 2006 — Ирина Асмус (из цикла передач телеканала ДТВ «Как уходили кумиры») (документальный)
- 2007 — Маргарита Назарова (из цикла передач телеканала ДТВ «Как уходили кумиры») (документальный)
- 2007 — Владимир Довейко (из цикла передач телеканала ДТВ «Как уходили кумиры») (документальный)
- 2013 — Клан Запашных. Свои среди хищников (документальный)

2008г. Белый цыган. Мстислав Запашный (документальный)